# Garth Greenwell
Garth Greenwell (Louisville, 19 marzo 1978) è uno scrittore statunitense.

## Biografia
Nato e cresciuto a Louisville, ha conseguito un B.A. in letteratura nel 2001 alla State University of New York di Purchase, un M.F.A. in poesia all'Università Washington a Saint Louis e un dottorato di ricerca in letteratura inglese ad Harvard.
Ha esordito nella narrativa nel 2016 con il romanzo Tutto ciò che ti appartiene; ambientato in Bulgaria narra la travagliata relazione tra un insegnante statunitense e un giovane truffatore ed è lo sviluppo del racconto del 2011 Mitko.
Successivamente ha dato alle stampe i romanzi Purezza nel 2019 e Small Rain nel 2024 vincendo l'anno successivo il Premio PEN/Faulkner per la narrativa.

## Opere

### Romanzi
- Tutto ciò che ti appartiene (What Belongs to You, 2016), Milano, Mondadori, 2017 traduzione di Matteo Colombo ISBN 978-88-04-67553-2.
- Purezza (Cleanness, 2019), Torino, Einaudi, 2022 traduzione di Matteo Colombo ISBN 978-88-06-24773-7.
- Small Rain (2024)

### Racconti
- Mitko (2011)

## Premi e riconoscimenti

### Vincitore
Premio PEN/Faulkner per la narrativa
- 2025 con Small Rain[6]